# 숭문중학교
숭문중학교(崇文中學校)는 대한민국 서울특별시 마포구 대흥동에 있는 사립 중학교이다.

## 학교 연혁
- 1906년 4월 1일 : 서울 필동에 경성야학교 설립
- 1910년 4월 1일 : 서울 남창동 238번지로 이전하고 경성중등야학학교로 교명을 개칭함
- 1932년 8월 20일 : 서울시 중구 태평로2가 364번지로 교사를 이전
- 1933년 2월 2일 : 서울 중등공민학교로 교명 개칭하고 주간부 개설
- 1938년 3월 23일 : 경성상업실천학교로 교명 개칭
- 1938년 10월 1일 : 성동구 금호동 교사 신축 이전
- 1944년 3월 : 전시 교육비상 조치법에 의하여 학생모집을 정지
- 1945년 5월 30일 : 경성농업실천학교로 개칭(전시 교육 비상 조치법)하고 주간부를 농업과, 야간부를 상업과로 개편
- 1945년 8월 15일 : 초대 서기원 교장 취임하고 동창회에서 경영권 인수
- 1946년 3월 28일 : 미 군정청의 인가를 받아 이용직 박사 설립자에 취임
- 1946년 5월 8일 : 문교부 장관 인가로 교명이 숭문상업학교(정규학교)로 승격
- 1946년 8월 28일 : 초대 방응모 재단법인 동방문화학원 이사장 취임, 숭문상업중학교(6년제)로 개칭
- 1947년 8월 31일 : 서울 마포구 대흥동 28번지 2만 여 평에 교사 이전
- 1948년 6월 11일 : 숭문중학교(6년제)로 개칭
- 1951년 8월 31일 : 숭문중학교(3년제), 숭문고등학교(3년제)로 개편
- 1951년 9월 15일 : 6. 25사변으로 부산시 보수동에 피난 분교 개설
- 1952년 5월 15일 : 서울 본교에서 전시 잔류학생 훈육소 개설
- 1953년 9월 1일 : 부산 피난 분교는 폐쇄하고 본교로 복귀
- 2000년 6월 12일 : 다목적관(문화관) 준공
- 2006년 5월 30일 : 화운기념관 준공
- 2006년 11월 1일 : 제5대 서연호 재단법인 동방문화학원 이사장 취임
- 2023년 3월 1일 : 제8대 우희정 교장 취임

## 참고 자료
- 숭문중학교 - 한국교육학술정보원 학교알리미